# Landgericht Schneidemühl (1815–1834)
Das Landgericht Schneidemühl war von 1815 bis 1834 ein preußisches Landgericht mit Sitz in Schneidemühl.

## Geschichte
Nach dem Ende der Franzosenzeit wurde die der französische Gerichtsorganisation entsprechende Gerichtsorganisation im Herzogtum Warschau zunächst übernommen. Es bestanden damit Friedensgerichte, darüber Landgerichte und dann das Oberlandesgericht. Das Gericht zweiter Instanz Schneidemühl wurde als Landgericht Schneidemühl fortgeführt und dem Oberlandesgericht Posen nachgeordnet. Seinen Sprengel bildeten die Kreise Czarnikau, Chodziesen und Wirsitz. Ihm waren vier Friedensgerichte zugeordnet:
| Friedensgerichte           | Sitz       | Anmerkungen |
| -------------------------- | ---------- | ----------- |
| Friedensgericht Chodziesen | Chodziesen |             |
| Friedensgericht Filehne    | Filehne    |             |
| Friedensgericht Lobsens    | Lobsens    |             |
| Friedensgericht Schönlanke | Schönlanke |             |

Am Gericht war ein Präsident, ein Direktor und vier Räte beschäftigt. Es war damit ein Landgericht 1. Klasse. Diese wirkten bei wesentlichen Fällen als Kollegialorgan.
1834 wurde die Gerichtsorganisation geändert und einheitlich Land- und Stadtgerichte gebildet. Gleichzeitig wurde das Oberlandesgericht Bromberg gebildet, darunter das Land- und Stadtgericht Schneidemühl im Sprengel des Oberlandesgerichts Bromberg als Nachfolger des Landesgerichtes Schneidemühl.